# غلام رضا بهلوي
غلام رضا بهلوي (بالفارسية: غلامرضا پهلوی) (مواليد 15 مايو 1923 في طهران - 7 مايو 2017)، هو أمير فارسي إيراني، وأحد وجوه الدولة البهلوية، وهو ابن مؤسس الدولة البهلوية رضا بهلوي، وأخ غير شقيق لمحمد رضا بهلوي.

## روابط خارجية
- غلام رضا بهلوي على موقع أوليمبيديا (الإنجليزية)